# Skandinavisk York
Skandinavisk York (også kaldet Jórvík eller Jorvig) eller dansk York er et navn som historikere bruger om det sydlige Northumbria (nutidens Yorkshire) fra slutningen af 800-tallet til første halvdel af 900-tallet, da området var styret af nordisk krigerkonger. Særligt bruges termen om byen York, der blev kontrolleret af disse konger.
De nordiske monarker kontrollede forskellige dele af Northumbria fra 875 til 954, men området blev invaderet og erobret i korte perioder af England mellem 927 og 954, før det til sidst blev endegyldigt annekteret af England i 954. Jórvík er tæt associeret med det noget længer levende kongeriget Dublin igennem hele perioden.

## Historie
York var blevet grundlagt som den romerske legionærfæstning Eboracum og genoplivet som den angelsaksiske handelshavn Eoforwic. Den var blevet centrum for et ærkebispesæde grundlagt i 735. Byen blev af Alkuin beskrevet som en by "med mur og spir .. rigets stolthed og fjendernes skræk .. en sikker ankerplads for skibe fra fjerne havne, hvor sømanden iler med at fortøje og gå i land". Den blev først erobret i november 867 af Ivar Benløs, der var leder af en stor hær af danske vikinger, kaldet Store Hedenske Hær af angelsaksiske krønikeskrivere, og som var gået i land i East Anglia og herfra drog nordpå i hærgningstogter hjulpet af en forsyning af heste, som kong Edmund af East Anglia købte dem af og ved civil borgerkamp mellem kongelige kandidater i det angliske kongerige Northumbria mellem lederne for dets to underkongeriger; Bernicia og Deira. Idet de erklærede indbyrdes våbenhvile, slog konkurrenterne om tronen i Northumbria sig sammen, men det lykkedes dem ikke at genindtage byen i marts 867, og med deres nederlag kom Deira under dansk kontrol, da kongeriget Northumbria og det northumbriske kongelige hof flygtede nord for at tilflugt i Bernicia.
Et vikingetog mod Mercia samme sæson mislykkedes, og i 869 var deres indsats mod Wessex frugtløs i lyset af modstand fra kongerne Æthelred og Alfred den store. Ærkebiskop Wulfhere, ser ud til at have midlertidig og samarbejdet med nordmændene, for han blev udvist fra York, da en Northumbria-opstand i 872 kun blev midlertidigt vellykket; han blev kaldt tilbage og holdt sit sæde indtil sin død. Vikingekongen Guthred blev begravet i York Minster, et signal om, at han og ærkebiskoppen var nået til en varig samforståelse. Det ser ud til, at al Viking-mønt er udkommet fra møntværksteder i York, et tegn på byens unikke status i Northumbria som en økonomisk magnet. Yorks vigtighed som sæde i Northumbria blev bekræftet, da den skandinaviske krigsherre, Guthrum (Gorm), satte kurs mod East Anglia, mens Halfdan Ragnarsson greb magten i 875 e.Kr. Mens den danske hær var optaget i Storbritannien, Isle of Man og Irland, blev den svenske hær engageret med at forsvare de danske og svenske hjemlande, hvor Halfdans brødre havde kontrollen.[kilde mangler]
Indfødte danske herskere, der til sidst gjorde Jelling i Jylland til stedet for Gorm den Gamles kongesæde, var i det østangliske rige. De fem jarledømmer ("fem danske stæder", nemlig Lincoln, Stamford, Derby, Nottingham og Leicester, der alle lå syd for Humber-floden modsat York der var eneste større by nord for floden) var baseret på kongeriget Lindsey og var en slags grænse mellem hvert rige. Kong Knud den Store skulle senere "geninstallere" et norsk dynasti af jarler i Northumbria (Erik af Hlathir) med et dansk dynasti af jarler i East Anglia (Thorkel). Nord England ville fortsat være en kilde til intriger for nordmændene indtil Harald Hårderådes død ved slaget ved Stamford Bridge i 1066 lige inden slaget ved Hastings og den normanniske erobring.
Det gamle norrøne stednavn Konungsgurtha, Kongens Plads, anvendt i slutningen af det 14. århundrede om et område umiddelbart uden for stedet for porta principalis sinistra, det østlige porthus i den romerske lejr, foreviget i dag som Kongens plads (King's Square), beliggende midt i Ainsty (et historisk område), måske angiver et vikingeborgs beliggenhed baseret på resterne af den østlige port af den romerske fæstning. Nye gader, afgrænset med regelmæssige bygningsfronter fra tømmerhuse, blev føjet til den voksende by mellem 900 og 935 e.Kr., tidsfæstelser der er fastslået ved hjælp af træårringskronologi udført på de resterende pæle, der er bevarede i anaerobe lerlag.
Vikingeriget blev fuldt optaget i England i 954. Efter at kongeriget Northumbria blev fyldt op (nu et jarledømme af England under Huset Wessex) blev titlen konge af Jórvík overflødig og blev efterfulgt af titlen jarl af York, der blev skabt i 960. Byen var senere på norske hænder, indtil Erik Blodøkse blev fordrevet i 954. Tab af politisk uafhængighed betød ikke nedgang i regionens økonomiske succes: omkring år 1000 bragte den bymæssige udvikling byen til en befolkningstal på omkring 10.000 indbyggere, kun overgået af London.
Selvom nogle af de tidlige jarle af York var nordiske som Jórvík-konger, blev de efterfulgt af normannere efter den normanniske erobring. Wilhelm Erobreren sluttede regionens sidste rester af uafhængighed og etablerede garniserede slotte i byen. Jarledømmet af York blev afskaffet af kong Henrik II.
Arkæologiske udgravninger har vist, at der blev udøvet håndværk i byen, således har drejere produceret skåle og bægre af asketræ i et hus, mens et andet har været anvendt til fremstilling af perler og hængesmykker af indført rav. Også kamme af hjortetak er fundet i byen, samt spor efter metalarbejder i form af smeltedigler og støbeforme. Nævnes må også brudstykker af en gravsten med udsmykning i en lokal variant af Jellingstil. Vidnedsbyrd om en omfattende fjernhandel er foruden rav også klæbersten fra Shetland, hvæssesten af glimmerholdig skiffer fra Eidsborg i Telemarken i Norge, møllesten af lava, vin i lerkrukker fra Rhin-egnene. Andet keramik stammer fra Lincolnshire. Fund i affaldsgruberne har også vist, hvad man spiste: sild, torsk og ål må være fisket i Vesterhavet. Der er også fundet en stor koprolit som nu kendes Lloyds Bank-koprolitten.